# Base Aérea Cap. Juan Manuel Boiso Lanza
A Base Aérea Capitão Juan Manuel Boiso Lanza é uma base aérea da Força Aérea Uruguaia em Montevidéu, que alberga a Brigada Aérea III.

## Organização
Esta base é uma das três brigadas aéreas da Força Aérea Uruguaia, a Brigada Aérea III. Dentro da Brigada Aérea III opera o Esquadrão n.º 7 (observação e ligação) e o Esquadrão de Polícia Aérea.

### Esquadrão n.º 7 (observação e ligação)
| Aeronave              | Origem         | Missão     | Unidades |
| --------------------- | -------------- | ---------- | -------- |
| Cessna 206 Stationair | Estados Unidos | Utilitário | 10 206H  |
| Cessna T-41 Mescalero | Estados Unidos | Utilitário | 5 T-41D  |